# ميتسوهيرو سيكي
ميتسوهيرو سيكي (باليابانية: 関 光博) (8 مايو 1982 في ماتشيدا في اليابان – )؛ هو لاعب كرة قدم ياباني سابق كان يلعب كلاعب وسط.

## وصلات خارجية
- ميتسوهيرو سيكي على موقع رابطة كرة القدم اليابانية للمحترفين (اليابانية)
- ميتسوهيرو سيكي على موقع قاعدة بيانات كرة القدم.إي يو (الإنجليزية)
- ميتسوهيرو سيكي على موقع Soccerway.com (الإنجليزية)